# Municipio de Frazer
El municipio de Frazer (en inglés: Frazer Township) es un municipio ubicado en el condado de Allegheny en el estado estadounidense de Pensilvania. En el año 2000 tenía una población de 1286 habitantes y una densidad poblacional de 53.0 personas por km².

## Geografía
El municipio de Frazer se encuentra ubicado en las coordenadas 40°36′43″N 79°47′57″O / 40.61194, -79.79917.

## Demografía
Según la Oficina del Censo en 2000 los ingresos medios por hogar en la localidad eran de $40 515 y los ingresos medios por familia eran $47 763. Los hombres tenían unos ingresos medios de $38 500 frente a los $24 643 para las mujeres. La renta per cápita para la localidad era de $18 937. Alrededor del 6,5% de la población estaban por debajo del umbral de pobreza.